# Двали, Лаша
Ла́ша Два́ли (груз. ლაშა დვალი; 14 мая 1995, Тбилиси, Грузия) — грузинский футболист, защитник клуба «АПОЭЛ» и сборной Грузии. Участник чемпионата Европы 2024.

## Биография
Профессиональную карьеру начал 2013 году в латвийском «Сконто». Три месяца спустя переходит в английский «Рединг». В феврале 2014 года Рединг обратно отправляет Лашу в аренду. В феврале 2015 года на правах аренды переходит в турецкий «Касымпаша». 31 августа 2015 года подписал годичный контракт с германским клубом второй бундеслиги «Дуйсбург». Однако 21 декабря того же года контракт был разорван. 31 января 2016 года Лаша переходит в польский «Шлёнск». 3 марта 2017 года поляки отдали его в аренду в казахстанский клуб «Иртыш». Но в июне 2017 «Шлёнск» отозвал его обратно в связи со своими клубными проблемами.

## Статистика

### Сборная
| Национальная сборная | Год   | Игры | Голы |
| -------------------- | ----- | ---- | ---- |
| Грузия               | 2015  | 3    | 0    |
| Грузия               | 2016  | 2    | 0    |
| Грузия               | 2017  | 1    | 1    |
| Грузия               | 2018  | 6    | 0    |
| Грузия               | 2019  | 1    | 0    |
| Грузия               | 2020  | 3    | 0    |
| Грузия               | 2021  | 6    | 0    |
| Грузия               | 2022  | 3    | 0    |
| Грузия               | 2023  | 4    | 0    |
| Грузия               | 2024  | 10   | 0    |
| Грузия               | 2025  | 2    | 0    |
| Всего                | Всего | 41   | 1    |

## Достижения
Командные
«Сконто»
- Серебряный призёр Чемпионата Латвии (2): 2013, 2014

«Ференцварош»
- Чемпион Венгрии (1): 2018/2019